# Ю Мён У
Ю Мён У (англ. Myung Woo Yuh; род. 10 января 1964, Сеул, Южная Корея) — южнокорейский боксёр-профессионал, выступающий в первой наилегчайшей весовой категории. Является чемпионом мира по версии ВБА (WBA).